# 伊本茲亞德區

36°23′00″N 6°28′00″E / 36.3833°N 6.4667°E
伊本茲亞德區（阿拉伯语：‎），是阿爾及利亞的行政區，位於該國東北部，由君士坦丁省負責管轄，首府設於伊本茲亞德，面積257平方公里，2008年人口27,911人，人口密度每平方公里108人。